# Diecéze Trevi v Laziu
Diecéze trevská je od roku 1966 titulární diecéze římskokatolické církve.  

## Historie
Trevi nel Lazio (Treba, Treba Augusta) je město v Laziu, které historické prameny nerozlišují od stejnojmenného měta v Umbrii, dnešní Trevi. TAm také sídlila diecéze (dnes je taktéž titulární diecézí Trevi). Diecéze trevská měla ve své jurisdikci obce Trevi nel Lazio, Collalto, Filettino, Vallepietra a Jenne. Katedrála byla zasvacena sv. Teodorovi, dnes již neexistuje. Někteří historikové obě diecéze nerozlišují, jiní ano, a z toho vyplývá i nejasnost v biskupské posloupnosti. V 11. století byla správa malé diecéze svěřena biskupům v Anagni, roku 1088 ji papež Urban II. zrušil, což  bylo potvrzeno papežem Rehořem IX. roku 1227. 

## Titulární biskupové

#### TitulTrebiana in Latio
- Giovanni Pirastru (1970 - 1978)

#### TitulTrebana
- Luigi Accogli (1967 - 2004)
- Józef Guzdek (2004 - 2010)
- Thomas Dowd (2011 - 2020)
- Fortunato Frezza, od června do srpna 2022
- Levente Balázs Martos, od 3. února 2023